# 尤素夫·靴斯
尤素夫·靴斯（荷蘭語：Youssouf Hersi，1982年8月20日—），是一名荷蘭職業足球員，司職翼鋒。
靴斯以高速度見稱，他在邊路突破時常對對方產生大量威脅。2014年從另一支澳職球會西悉尼流浪者加盟，但不久便因拉傷而提早收咧。此外，他是出生於埃塞俄比亞的。